# 李鐘赫 (1974年)
李鐘赫（韓語：이종혁，1974年7月31日—），韓國男演員。

## 演出作品

### 電視劇
- 2005年：SBS《綠薔薇》飾演 申賢泰
- 2006年：KBS《你好，上帝》飾演 朴東才
- 2006年：MBC《流氓醫生》飾演 石熙正
- 2007年：SBS《為愛瘋狂》飾演 李玄哲
- 2008年：SBS《飛天舞（朝鲜语：비천무）》飾演 何昌龍
- 2008年：KBS《強敵們》飾演 劉管弼
- 2008年：MBC《別巡檢2（朝鲜语：별순검 시즌2）》飾演 陳武英
- 2009年：SBS《天使的誘惑》飾演 鄭尚模
- 2010年：KBS《推奴》飾演 黄哲雄
- 2010年：KBS《嫁給我吧》飾演 金泰浩
- 2010年：KBS《逃亡者Plan.B》飾演 翻譯官
- 2011年：KBS《重案組》飾演 鄭日濤
- 2011年：OCN《吸血鬼檢察官》飾演 陳檢察官（特別出演）
- 2012年：SBS《紳士的品格》飾演 李正祿
- 2013年：tvN《鄰家花美男》飾演 弘大道人（客串）
- 2013年：tvN《戀愛操作團：大鼻子情聖》飾演 徐秉勳
- 2013年：SBS《主君的太陽》飾演 李在碩（客串）
- 2014年：MBC《Drama Festival－轉捩點》飾演 廉東日
- 2014年：LINE TV《好日子》飾演 英浩
- 2015年：MBC《女王之花》飾演 朴民俊
- 2015年：tvN《泡泡糖》飾演 姜錫俊
- 2016年：KBS《太陽的後裔》飾演 金真碩（客串）
- 2018年：MBN《延南洞 539》飾演 尙奉泰
- 2018年：KBS 《最完美的離婚》 飾演 星期二出版社社長（特別出演）
- 2019年：MBC《春天來了，春天》飾演 李亨錫
- 2019年：tvN《會讀心術的那小子》飾演 李安父親（特別出演）
- 2019年：MBC《新入史官丘海昤》（特別出演）
- 2020年：SBS《Good Casting》飾演 董冠修
- 2021年：tvN《The Road：1的悲劇》飾演 金錫弼（尹東弼）
- 2021年：KBS《警察課程》飾演 權赫弼
- 2022年：KBS2《真劍勝負》飾演 陳康宇（客串）
- 2023年：tvN《青春月譚》飾演
- 2023年：TVING《残酷的实习生》飾演 孔洙表

### 電影
- 1998年：《生死諜變》
- 1999年：《加油站襲擊事件（朝鲜语：주유소 습격사건）》
- 2004年：《藉著雨點說愛你》
- 2004年：《憂鬱的申石基（朝鲜语：신석기 블루스）》飾演 申石基
- 2005年：《蘇格拉底先生（朝鲜语：미스터소크라테스）》
- 2006年：《卑劣的街頭（朝鲜语：비열한 거리）》 客串
- 2006年：《黑暗森林》
- 2007年：《外遇的好日子（朝鲜语：바람 피기 좋은 날）》 飾演 證券男
- 2007年：《用意周到的申小姐（朝鲜语：용의주도 미스신）》[1]  飾演 鄰居Dong-min
- 2007年：《華麗的假期》
- 2008年：《廣播歲月（朝鲜语：라듸오 데이즈）》
- 2008年：《胡蘿蔔小姐（朝鲜语：미쓰 홍당무）》
- 2010年：《平行理論（朝鲜语：평행이론）》 飾演 剛性
- 2011年：《藍鹽（朝鲜语：푸른소금）》
- 2012年：《捍衛聯盟》（配音）
- 2014年：《黃區（朝鲜语：황구 (영화)）》
- 2015年：《像豬一樣的女子》
- 2015年：《檔案 :4022天的繁殖（朝鲜语：파일 : 4022일의 사육）》
- 2018年：《媽媽的筆記本》飾演 奎賢
- 2018年：《女中學生A》
- 2019年：《單身三人行（朝鲜语：두번 할까요）》飾演 安相哲

### MV
- 2013年：任昌丁《請開門》

### 音樂劇
- 2001年：《結拜兄弟》飾演 玄敏
- 2001-2002年：《Oh! Happy Day》飾演 秀路
- 2006年：《德古拉》飾演 德古拉
- 2008年：《Singles（朝鲜语：싱글즈 (뮤지컬)）》飾演 秀憲
- 2011年：《美女的煩惱（朝鲜语：미녀는 괴로워 (뮤지컬)）》飾演 韓尚俊
- 2012-2013年：《穿透牆壁的男人》飾演 杜蒂律
- 2014-2015年：《芝加哥》飾演 比利·弗林
- 2016年：《百老匯第42街（朝鲜语：브로드웨이 42번가）》飾演 朱利安·馬什
- 2016-2017年：《保鑣》飾演 弗蘭克
- 2017年：《百老匯第42街（朝鲜语：브로드웨이 42번가）》飾演 朱利安·馬什
- 2018年：《百老匯第42街（朝鲜语：브로드웨이 42번가）》飾演 朱利安·馬什
- 2020年：《百老匯第42街（朝鲜语：브로드웨이 42번가）》飾演 朱利安·馬什
- 2022-2023年：《百老匯第42街（朝鲜语：브로드웨이 42번가）》飾演 朱利安·馬什

### 綜藝節目
- 2013年 MBC《爸爸 你去哪兒》（與兒子이준수（李俊秀）固定出演）
- 2014年 MBC《爸爸 你去哪兒》第二季 旁白
- 2014年 《我去上學啦》（10月18日-12月6日 ep19-25）PS.俊秀特別聲音演出
- 2016年 《家常飯白老師》第二季（固定出演）
- 2021年 iHQ《會喝的傢伙們》（與張東民、圭賢、李長埈共同主持）
- 2022年 JTBC《炙熱的歌手們》

## 獲獎
- 2012年：SBS演技大賞－週末/連續劇部門 男子特別演技獎(紳士的品格)
- 2013年: MBC演藝大賞-年度藝人獎 《爸爸 你去哪兒》

## 外部連結
- NAVER （页面存档备份，存于） 
- 官方網頁 （页面存档备份，存于） 
- 李鐘赫的X（前Twitter）
- 李鐘赫的Instagram帳戶